# Brda (Kalesija, BiH)
Brda su naseljeno mjesto u sastavu općine Kalesija, FBiH
Naselje je smješteno 2 km sjeveroistočno od Kalesije, naziv je vjerojatno dobilo po brdovitom predjelu na kome se nalazi. Nalazi se neposredno iznad starog Pašinog puta, koji je u osmanskom periodu povezivao Zvornik i Tuzlu.
Brda se danas smatraju zasebnim naseljem, s mahalama Križevci, Đedovići i Hrvačići. U austrougarskom periodu i kasnije obično su ubrajani u zaseoke Kalesije. Starije naselje je vjerojatno bilo na lokalitetu Selišta, postoje i ostaci starog mezarja u zaseoku Đedovići.
Vjerojatno je bilo hanova pored Pašinog puta, a zabilježeno je postojanje dućana Ahme i Salkana Križevca u selu.
Ispod naselja, na lokalitetu Grabika još postoje ostaci manjeg rudnika uglja i uskotračne pruge iz austrougarskog perioda.

## Stanovništvo
Rodovi u Brdima su Križevci, Đedovići, Jahići i Serdarevići, u Hrvačićima Alići, Beširovići, Gačanovići i Durgutovići.
Križevci su prema predanju porijeklom iz Križevaca u Hrvatskoj, odakle su s ostalim muslimanskim porodicama morali izbjeći nakon Bečkog rata krajem XVII vijeka.[1]
Đedovići su daljim porijeklom s Tromeđe iz Sandžaka,[2] a porodično predanje kaže da su u jednom periodu bili skoro zamrli, zbog epidemije crne kuge. Predaja kaže da su umrli od kuge sahranjivani u starom mezarju, a da je od Đedovića ostao samo maloljetni Halil, koga su sebi uzele tetke udate u Nezuk i tamo odhranile. Kada je odrastao vratio se u Brda i oženio iz obližnjeg Brezika, koji je tada bio muslimansko selo.[3] Serdarevići su porijeklom iz Užica.
Predanja spominju i jedan broj porodica koje su nekada nastanjivale Brda i okolno područje, a kojih danas više nema, to su Jašarovići, Fazlići, Sinanovići, Čeke, Osmakovići (Osmačani) i drugi.
| Brda               |        |
| godina popisa      | [[ ]]. |
| Srbi               |        |
| Muslimani          |        |
| Hrvati             |        |
| Jugoslaveni        |        |
| ostali i nepoznato |        |
| ukupno             |        |